# 夏語心
夏語心（1986年1月2日—），台灣女演員，本名呂毓凌，2012年改藝名為夏語心，專長芭蕾舞和現代舞、多種劈叉（垂直、倒立、跨椅子等）和人體拼字，曾為金星娛樂旗下簽約藝人。 曾為中天電視節目《大學生了沒》固定錄影和《全民最大黨》之固定演出班底。現為活躍各大綜藝節目以及拍攝電視劇。
2012年改藝名後，為了跳脫女丑角色，夏語心勤練跳舞和與著名健身教練潘若迪健身，成功轉型成為模特兒和演員，得到“最性感女丑”的稱號。
2014年1月，夏語心在臉書承認她有認養一個男孩的願望卡，完成了他的心願。
2016年，夏語心與舒子晨和茵茵共組新團體犯規小姐。
2022年，因演出三立八點檔一家團圓飾演大反派金雪莉，再度提升知名度。

## 演出作品

### 電視劇
| 年份   | 頻道                  | 劇名                | 角色                 |
| 2011年 | 公視                  | 回聲                | 李明蕙(少年)         |
| 2011年 | 三立都會台/東森綜合台 | 我們發財了          | 張茹玉               |
| 2013年 | 台視/三立都會台       | 金大花的華麗冒險    | 林佳誼               |
| 2013年 | 華視                  | 我愛幸運七          | 何茉莉               |
| 2013年 | 民視/八大綜合台       | 原來是美男          | 丁亞姿               |
| 2013年 | 樂視網                | PMAM                | 張翊琪               |
| 2015年 | 樂視網                | PMAM之慾望俱樂部    | 張翊琪               |
| 2015年 | 酷瞧                  | 大人的殿堂          | 余小扉               |
| 2016年 | 三立台灣台            | 甘味人生            | 林艾薇Ivy            |
| 2016年 | 八大綜合台、公視      | 我家是戰國          | 阿寶                 |
| 2016年 | 三立台灣台            | 白鷺鷥的願望        | 美玲                 |
| 2016年 | 台視/東森綜合台       | 如朕親臨            | 吳百合               |
| 2017年 | 大愛                  | 生命桃花源          | 張慧真               |
| 2018年 | 公視                  | 完美正義            | 藍瑜真               |
| 2019年 | 台視/東森綜合台       | 男神時代            | 趙曉溫               |
| 2021年 | TVBS歡樂台            | 女力報到－男人止步2 | 劉欣欣               |
| 2021年 | TVBS歡樂台            | 女力報到－愛的故事  | 劉欣欣               |
| 2022年 | 三立台灣台            | 一家團圓            | 金雪莉               |
| 2023年 | 三立台灣台            | 一家團圓            | 曾愛妮附身劉清源附身 |
| 2025年 | 三立台灣台            | 願望 (台灣電視劇)   | 李霏霏               |

### 舞台劇
- 全民大劇團《瘋狂有限公司》

### MV
- 舞棍大帝國MEGAMIX 舞棍阿伯葉復台

## 主持作品
- 高點電視台《爸爸有問題》
- 民視《電玩大聯盟》
- 緯來綜合台《我們一家訪問人》、《風水！有關係》
- 三立台灣台《青春好7淘》
- 華視《天才衝衝衝》（代班主持）
- TVBS歡樂台《食尚玩家》

## 外部連結
- 夏語心的Facebook專頁（繁體中文）
- 夏語心Una的新浪微博（繁體中文）
- 夏語心的Instagram帳戶
- 夏語心在香港影庫上的簡介
- 金星娛樂─夏語心簡介 （页面存档备份，存于）（繁體中文）